# Royal Society of Arts

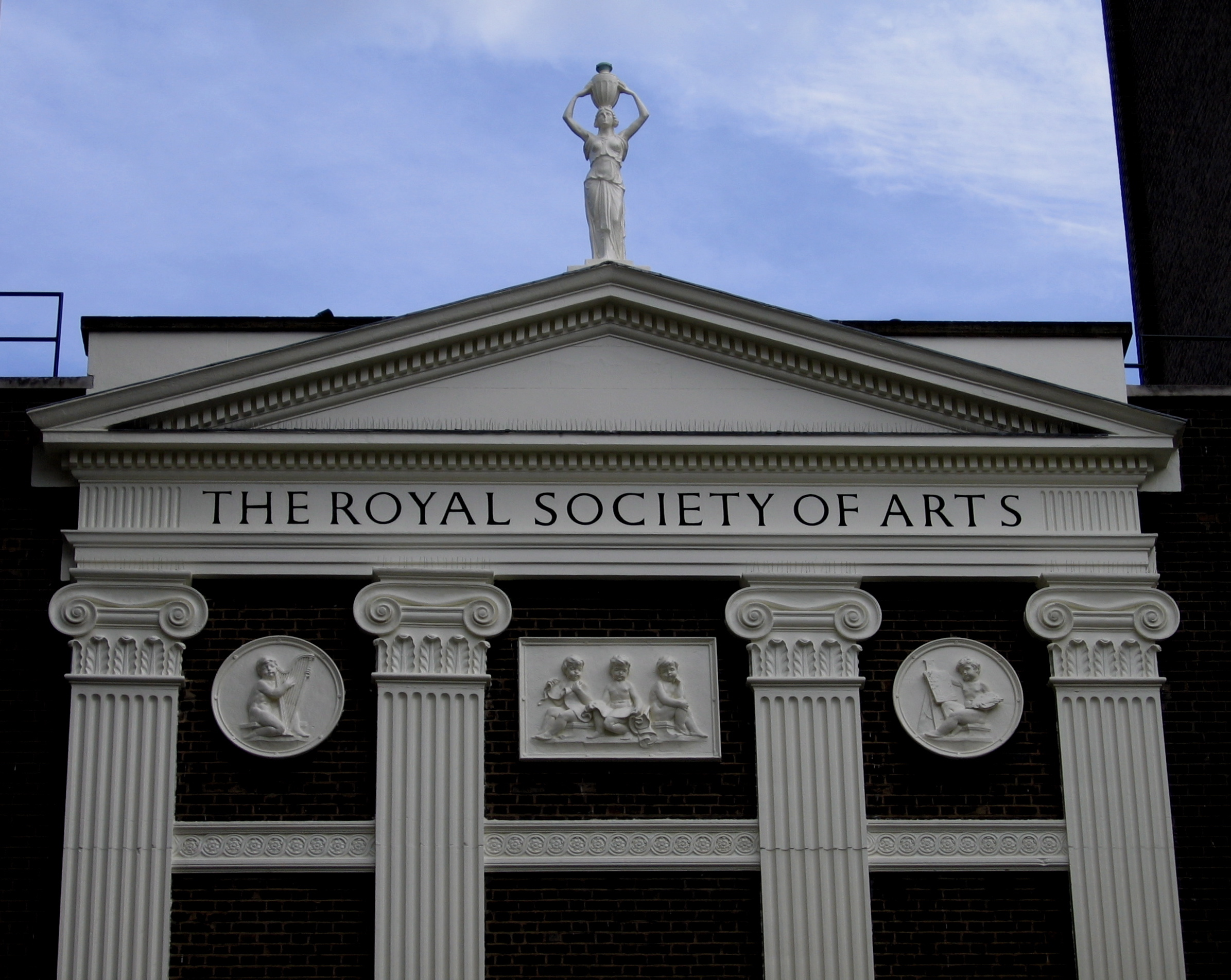
Royal Society of Arts, London

The Royal Society for the encouragement of Arts, Manufactures and Commerce (RSA) är en brittisk tvärvetenskaplig institution med säte i London. Det kortare namnet Royal Society of Arts används oftast – så som det står på byggnadens fris. Sällskapet bildades 1754 och gavs kunglig status (engelska: Royal Charter) 1847. Bland berömda ledamöter återfinns Benjamin Franklin, Edmund Burke, Karl Marx, Adam Smith, William Hogarth, Marie Curie, John Diefenbaker, Stephen Hawking och Charles Dickens.
Syftet vid grundandet var att "stärka företagandet, bredda vetenskapen, förfina konsten, utveckla industrin och utöka handeln" (engelska: "embolden enterprise, enlarge science, refine art, improve our manufactures and extend our commerce"), men också att minska fattigdomen och trygga full sysselsättning.
Sällskapet påbjuder att "ledamöterna lägger till förkortningen FRSA efter sina namn".